# Rainer Beckmann (Jurist)
Rainer Beckmann (* 27. September 1961 in Würzburg) ist ein deutscher Jurist und Medizinrechtsexperte.

## Leben
Nach dem Jura-Studium in Würzburg war Beckmann von 1991 bis 1992 wissenschaftlicher Mitarbeiter eines CDU-Bundestagsabgeordneten in Bonn, anschließend bis 1995 Staatsanwalt in Nürnberg und Würzburg, dann bis 1997 Referent für Strafrecht und öffentliches Recht in der CDU/CSU-Bundestagsfraktion. Nach einer Tätigkeit als Staatsanwalt in Würzburg von 1997 bis 2000 war er von 2000 bis 2010 Richter am Amtsgericht Kitzingen (mit 8-jähriger Beurlaubung aus familiären Gründen), von 2010 bis 2018 Richter am Amtsgericht Würzburg sowie 2019/2020 weiterer aufsichtführender Richter am Amtsgericht Gemünden am Main. Seit Januar 2021 ist er Abteilungsleiter für den richterlichen Bereitschaftsdienst am Amtsgericht Würzburg.
Beckmann ist außerdem Dozent an der Palliativakademie des Julius-Spitals Würzburg und Lehrbeauftragter für Medizinrecht an der Medizinischen Fakultät Mannheim der Universität Heidelberg. In der 14. und 15. Wahlperiode des Deutschen Bundestages war er sachverständiges Mitglied der Enquete-Kommission Recht und Ethik der modernen Medizin des Deutschen Bundestages (2000–2005).
Zudem ist Beckmann Mitglied der Akademie für Ethik in der Medizin sowie seit 1997 stellvertretender Vorsitzender der Juristen-Vereinigung Lebensrecht e. V. (Köln) und seit 2001 Schriftleiter der Zeitschrift für Lebensrecht. Er fand die Aktion Embryonenoffensive mindestens genauso berechtigt wie Aktionen von Greenpeace oder von Tierschützern.
Beckmann war mit der CSU-Politikerin Pia Beckmann verheiratet und hat vier Kinder. Im Jahr 2009 hat er am New-York-City-Marathon teilgenommen.

## Arbeitsgebiete
Beckmann beschäftigt sich in seiner akademischen Lehr- und öffentlichen Vortrags- und Publikationstätigkeit mit den medizinethischen und medizinrechtlichen Themen der Patientenverfügung, Sterbehilfe, Präimplantationsdiagnostik, Stammzellforschung, des Klonens, Embryonenschutzes, der Abtreibung und weiteren Themen. Unter anderem bestreitet Beckmann den Hirntod als zuverlässiges und hinreichendes Kriterium für die Feststellung des Todes einer Person.

## Schriften (Auswahl)
Bücher
- Abtreibung in der Diskussion. Fünfzig Behauptungen und ihre Widerlegung. 3. überarbeitete und erweiterte Auflage. Sinus-Verlag, Krefeld 1998, ISBN 3-88289-805-4
- Der Streit um den Beratungsschein. Johann Wilhelm Naumann-Verlag, Würzburg 2000, ISBN 3-88567-085-2
- als Hrsg. mit Mechthild Löhr: Der Status des Embryos. Medizin – Ethik – Recht. Verlag Johann Wilhelm Naumann, Würzburg 2003, ISBN 3-88567-089-5; Auszug: Beckmann: Der Embryo und die Würde des Menschen (PDF)
- als Hrsg. mit Mechthild Löhr, Julia Schätzle: Sterben in Würde. Beiträge zur Debatte über Sterbehilfe. Sinus-Verlag, Krefeld 2006, ISBN 3-88289-809-7
- als Hrsg. mit Mechthild Löhr, Stephan Baier: Kinder: Wunsch und Wirklichkeit. Kinder und Familien in einer alternden Gesellschaft. Sinus-Verlag, Krefeld 2006, ISBN 3-88289-810-0
- als Hrsg. mit Claudia Kaminski, Mechthild Löhr: Es gibt kein gutes Töten. Acht Plädoyers gegen Sterbehilfe. Manuscriptum, Waltrop/Leipzig 2015, ISBN 978-3-944872-17-9

Artikel
- Lebensschutz 1982 bis 1998 – eine Bilanz. In: Johanna Gräfin von Westphalen (Hrsg.): Offensive für das Lebensrecht. Sinus-Verlag, Krefeld 1999, ISBN 978-3-88289-808-8, S. 59 ff.
- Rechtliche Aspekte: Normative Grundlagen von PID, Stammzellenforschung und therapeutischem Klonen - verfassungsrechtliche Spielräume. In: Hans-Peter Hexemer (Red.) Was kann, was darf der Mensch? Symposium zu aktuellen Fragen der Bioethik im Landtag Rheinland-Pfalz am 16. Oktober 2001 (= Schriftenreihe des Landtags Rheinland-Pfalz. Heft 17). Mainz 2002, S. 60 ff.
- Grundrechte nur für „Personen“? In: Gudrun Lang, Michael Strohmer (Hrsg.): Europa der Grundrechte? Beiträge zur Grundrechtecharta der Europäischen Union. Verlag für Kultur und Wissenschaft, Bonn 2002, ISBN 978-3-932829-61-1, S. 61 ff.
- Die rechtliche Regelung der Abtreibung in Deutschland. In: Dieter und Gisela Koch (Hrsg.): Abtreibung. Bestimmen wir, wer leben darf? (= Idea-Dokumentation. 6/2003) Christliche Verlagsgesellschaft, Dillenburg 2003, ISBN 978-3-894363-74-1, S. 65 ff.
- Modelle zur praktischen Umsetzung von Patientenverfügungen. In: Volker Schumpelick, Bernhard Vogel (Hrsg.): Arzt und Patient. Eine Beziehung im Wandel. Beiträge des Symposiums vom 15. bis 18. September 2005 in Cadenabbia. Herder, Freiburg/Basel/Wien 2006, ISBN 978-3-451-23041-7, S. 466 ff.
- Determining Death: is Brain Death Reliable? In: Roberto de Mattei (Hrsg.): Finis Vitae. Is Brain Death Still Life? Consiglio Nazionale delle Ricerche/Rubettini Editore, Rom 2006, S. 27 ff.
- Der Parlamentarische Rat und das „keimende Leben“. In: Der Staat. 47.4, 2008, S. 551–572
- Menschenwürdig sterben – aber wie? Zur Diskussion über Sterbehilfe in Deutschland. In: Georg Kaster (Hrsg.): Sterben – an der oder durch die Hand des Menschen? Dialogverlag, Münster 2009, ISBN 978-3-937961-99-6, S. 13 ff.